# بونگسانگ
پادشاه بونگسانگ (به کره‌ای: 봉상태왕)، (سلطنت:۲۹۲~۳۰۰ میلادی)؛ چهاردهمین امپراتور گوگوریو، شمالی‌ترین در میان سه پادشاهی کره و پسر بزرگ پادشاه سوچون بود.
در زمان سلطنت او چندین شورش در کشور شکل گرفت اما همگی سرکوب شده و کشور به ثبات رسید. در طول کشور داری او بارها قبیله مورونگ به گوگوریو حمله کرد اما در همه نبردها گوگوریو پیروز شد. سرانجام او توسط چانگ جوری و اشراف از تخت پادشاهی عزل شد و پادشاه با عذاب و وجدانی روبه رو شد و سپس به همراه دو پسرش خودکشی کرد.
گفته شده است، که او از دوران جوانی آدم بسیار متکبر و فاسدی بوده، به دیگران اطمینان نداشته و بسیار حسود بوده است. به محض رسیدن به سلطنت، پادشاه بونگسانگ عموی معروفش، «دالگا» (شاهزاده آن‌گوگ)، را متهم به خیانت کرد و او را کشت. بر طبق کتاب سامگوک ساگی، خشونت او مردم را آشفته و ناراحت کرد.

## اقدامات
در هشتمین ماه از سال ۲۹۳ میلادی، قبیله ژیان‌بی، به رهبری «مورونگ‌هوی» به گوگوریو حمله کرد و پادشاه بونگسانگ به کوه‌های شین‌سونگ فرار کرد. از شمال سوهیونگ، شخصی به نام «گو نوجا» با هدایت ۵۰۰ سواره نظام به ملاقات پادشاه بونگسانگ رفت، و سپس برای مقابله با نیروهای ژیان‌بی رهسپار شد. پادشاه بونگسانگ به «گو نوجا» لقب «ته‌یونگ» را اعطا کرد، پنجمین رتبه در دربار، و «گونگ‌نیم» را به عنوان پاداش به او بخشید.
در پیروی همان ماه، پادشاه از ترس اینکه برادر کوچکترش، «دولگو» نقشه خیانتی علیه او طرح‌ریزی کرده باشد، او را مجبور به خود کشی کرد. پسر دولگو، فرمانروای بعدی، پادشاه میچون، فرار کرد و زندگی خود را نجات داد. در هشتمین ماه از سال ۲۹۶ میلادی، مورونگ‌هوی یک بار دیگر به گوگوریو حمله کرد، اما حمله او دفع گردید.
پیروی همان ماه، یخبندان شدید و فر ریختن تگرگ سبب شد تا محصولات کشاورزی نابود گردد، اما پادشاه بونگسانگ به بازسازی و تجدید بنای قصر ادامه داد، به‌طوری که مردم به صورت بزرگ و عمده اعتراض کردند. پادشاه بونگسانگ، به توصیه وزیرانش گوش نداد، و به مردم توجه نکرد.
دالگا چهره مشهوری بود که شورش و تهاجم یانگماک و سوکسین را که در آن زمان تهدیدهای اصلی برای گوگوریو بودند، سرکوب و از آن جلوگیری کرد و بدین ترتیب مرز را تثبیت کرد و به عنوان محور اصلی دفاع از گوگوریو عمل نمود. او مورد احترام مردم بود و روایتی وجود دارد که این موضوع احساسات عمومی را به شدت تکان داد. با گذشت زمان و افزایش تدریجی فشار از جانب مورونگ فو، او به توصیه صدراعظم چانگجولی، ژنرال معروف گونوجا را استخدام کرد، پیشنهاد چانگجولی را پذیرفت و او را به عنوان فرماندار شینسونگ منصوب کرد. او همچنین تهاجم مورونگ وی از ایالت یان (مورونگ شیانبی) را دفع کرد. در این زمان، سلسله جین غربی به رهبری سیما، به دلیل شورش هشت شاهزاده که از سال ۲۹۱ آغاز شده بود، در بحبوحه یک بحران ملی تمام عیار قرار داشت. در اولین حمله به مورونگ شیانبی در سال ۲۹۳، مورونگ وی عملیات حمله مستقیم را آغاز کرد و مستقیماً به سمت پایتخت پیشروی کرد. او در گوکریم به پادشاه فنگ‌شیانگ که وحشت‌زده به سین‌چنگ گریخته بود، رسید، اما با حمله متقابل ۵۰۰ سواره نظام به فرماندهی گونوجا، که اتفاقاً فرماندار سین‌چنگ بود، مواجه شد و شکست خورد. در سال ۲۹۶، در جریان دومین تهاجم مورونگ شیانبی، ارتش شیانبی به گوگوک وون، جایی که مقبره پادشاه آسمانی غربی قرار داشت، رسید و تلاش کرد تا جسد پادشاه و وسایل تدفین را بدزدد، اما کارگرانی که برای این کار گمارده شده بودند، همچنان در حال مرگ بودند و با شنیدن صدای موسیقی از مقبره فرار کردند. محققان ادعا می‌کنند که این سابقه نشان‌دهندهٔ یک ضدحمله از سوی ارتش گوگوریو است. از همان ابتدا، مورونگ شیانبی خط دفاعی اصلی گوگوریو را نشکست، بلکه از استراتژی حمله زمینی با هجوم به پیونگ یانگ یا گوگوک‌وون استفاده کرد، بنابراین حتی با وجود پیشروی دشمن تا حومه پایتخت، آسیب زیادی ندیدند. اگر موارد پادشاه قبلی دونگچئون یا پادشاه بعدی گوگوک وون را در نظر بگیریم، مشخص می‌شود که پادشاه بونگ سانگ به وضوح رهبری را به دست گرفته است. در درون خود، او دائماً به خانواده سلطنتی گو مشکوک بود و از یک توطئه خیانتکارانه می‌ترسید. در این دوره، گوگوریو در حال گذار از سیستم وراثت از برادران به سیستم وراثت از پدر به پسر بود، بنابراین پدربزرگش، پادشاه جونگ‌چئون، و پدرش، پادشاه سئوچئون، مجبور به تحمل شورش‌های خواهر و برادرهای کوچکتر خود بودند که طمع تاج و تخت را داشتند. در گذشته‌ای دورتر، گوبالگی، پسر پادشاه سیندائه، با به تخت نشستن برادر کوچکترش، پادشاه سانسانگ، مخالفت کرد.

## مرگ و جانشین
در پایان، در طی کودتایی که وزیرانش در هشتمین ماه از سال ۳۰۰ انجام دادند، پادشاه بونگسانگ و دو پسرش مجبور به خودکشی شدند. او در در «بونگسانگ‌وون» دفن گردید.
وزیرانش، شاهزاده فراری را پیدا کردند، و او را به عنوان پادشاه میچون به سلطنت رساندند.

## خانواده
- پدر: پادشاه سوچون
  - پدربزرگ: پادشاه جونگچون
  - مادربزرگ: ملکه یون، از قبیله یون
- مادر: ملکه او، از قبیله سونو
  - پدربزرگ: ته ساجا
- همسر: ملکه ناشناس
  - هر دو پسرش با حلق‌آویز کردن خود با پدرشان خودکشی کردند.